# Islandski znakovni jezik
Islandski znakovni jezik (íslenskt táknmál; ISO 639-3: icl), znakovni jezik gluhih osoba Islanda temeljen na danskom znakovnom jeziku [dsl]. Do 1910. godine gluhe osobe Islanda išle su na školovanje u Dansku. Broj korisnika nije poznat, a po nekim podacima populacija gluhih iznosila je 200 (2005 M. Parkvall).
11. veljače 1960. osnovana je udruga Islandski savez gluhih (Felag heyrnarlausra) čiji je cilj čuvanje, promicanje i borba za prava i dobrobit gluhih i nagluhih na Islandu.

## Vanjske poveznice
- Ethnologue (14th)
- Ethnologue (15th)
- Íslenskt táknmál
- Saga Félags heyrnarlausra 1960-2000